# Verwaltungsgemeinschaft Dasing
Die Verwaltungsgemeinschaft Dasing liegt im schwäbischen Landkreis Aichach-Friedberg und wird von folgenden Gemeinden gebildet:
1. Adelzhausen, 1844 Einwohner, 16,95 km²
2. Dasing, 5838 Einwohner, 40,83 km²
3. Eurasburg, 1838 Einwohner, 23,94 km²
4. Obergriesbach, 2030 Einwohner, 10,31 km²
5. Sielenbach, 1863 Einwohner, 17,84 km²

Sitz der Verwaltungsgemeinschaft ist Dasing.